# Garbaty (Automobilhersteller)
Das Autowerk Garbaty war von 1924 bis 1927 ein deutscher Automobilhersteller mit Sitz in Mainz, Gründer war Möise (Moses) Gorbaty, der sich später Garbaty nannte.

## Geschichte
Möise Gorbaty, in Belarus geborener Unternehmer, emigrierte 1905 zunächst nach Berlin und Wien, bevor er 1908 nach Frankreich kam. Nach dem Ersten Weltkrieg wanderte die Familie Gorbaty nach Deutschland aus, wo Möise in Mainz einen Gebrauchtwarenhandel betrieb. Im Juni 1921 ließ Möise Gorbaty seinen Nachnamen in Garbaty ändern.
Im Jahr 1924 gründete er am Binger Schlag das «Autowerk Garbaty Mainz» und stellte eigene Autos her. Die von 1924 bis 1927 produzierten Garbaty Autos erfüllten verschiedenste Anforderungen. Der „GARBATY“- Wagen 5/25 PS mit 1,2-Liter-Vierzylindermotor, wurde als „...der billigste und schnellste Viersitzer Deutschlands“ angepriesen. Er wurde als Phaeton und Limousine gebaut und leistete etwa 23 PS. Auch Sport- und Rennwagen wurden produziert.
Mit etwa 30 Angestellten baute Garbaty bis zum Dezember 1927 insgesamt ungefähr 400 Autos, dann musste er aufgeben. Die Familie zog wieder zurück nach Paris. Am 16. Juli 1942 wurden die rund 13.000 noch in Paris verbliebenen Juden verhaftet und in die osteuropäischen Konzentrationslager transportiert. Möise Garbaty wurde im August nach Auschwitz deportiert, wo er einen Monat später umkam.